# Seba geogiana
Seba geogiana är en kräftdjursart som beskrevs av Schellenberg 1931. Seba geogiana ingår i släktet Seba och familjen Sebidae. Inga underarter finns listade i Catalogue of Life.